# Focaccia

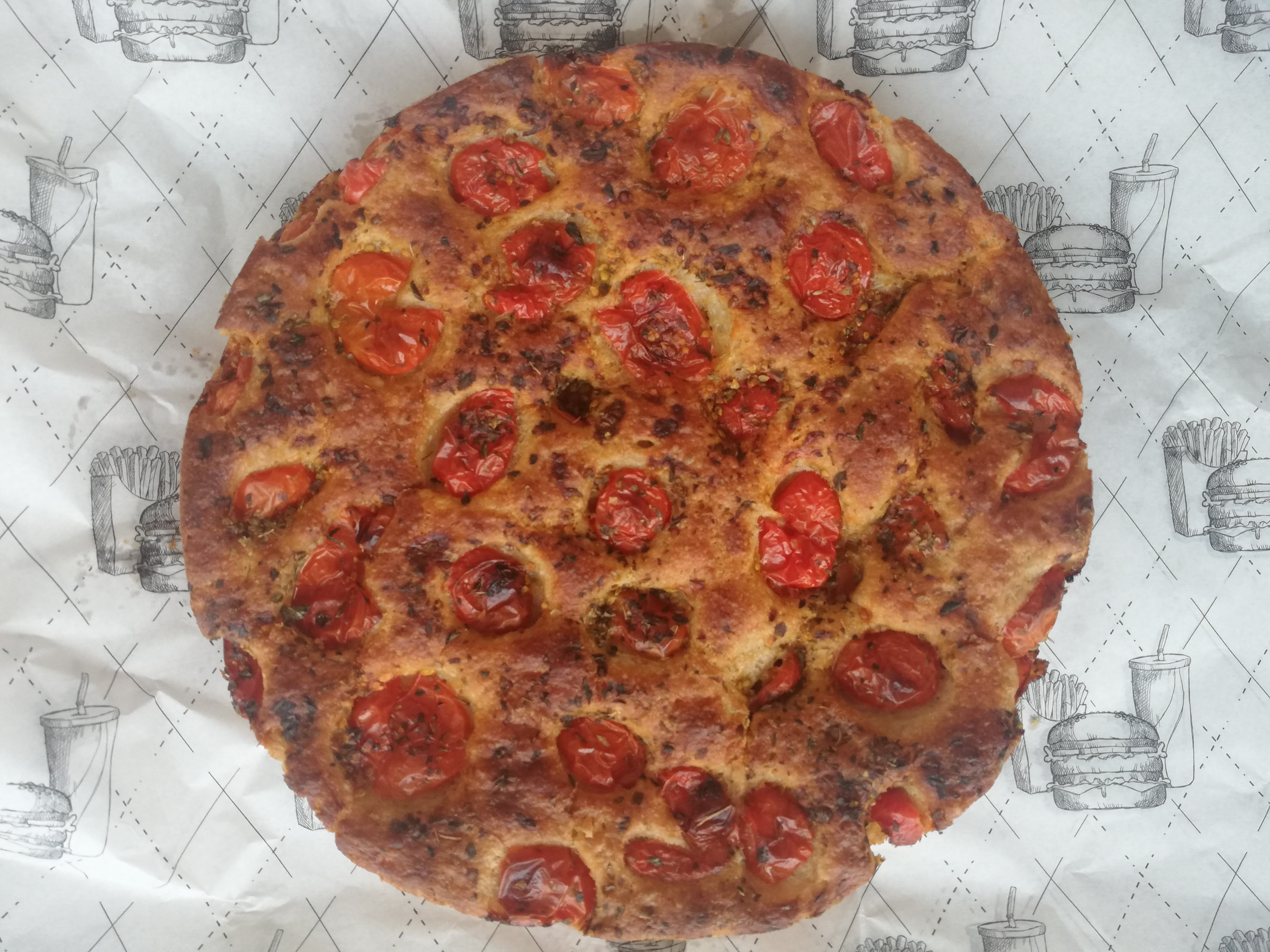
Focaccia Tipica Pugliese, temperada com Tomate e Orégano

A focaccia é um pão baixo, feito de uma mistura de farinha, água, sal e fermento, que pode ser cozido tanto no forno quanto na grelha.

## Etimologia da palavra
A palavra focaccia deriva do latim tardio “focus”, que se refere a cozinhar na lareira. Focaccia em latim chamava-se "focacia", feminino de "focacius". Freqüentemente, a palavra focaccia se refere a todas as suas variantes possíveis. No entanto, este termo indica acima de tudo o clássico genovês e focaccia de Bari.
Fugassa é o termo no dialeto genovês que se refere a focaccia. Segundo Fiorenzo Toso, lingüista moderno e autor do "Pequeno dicionário da Ligúria", a palavra aparece pela primeira vez em um documento escrito em 1300.

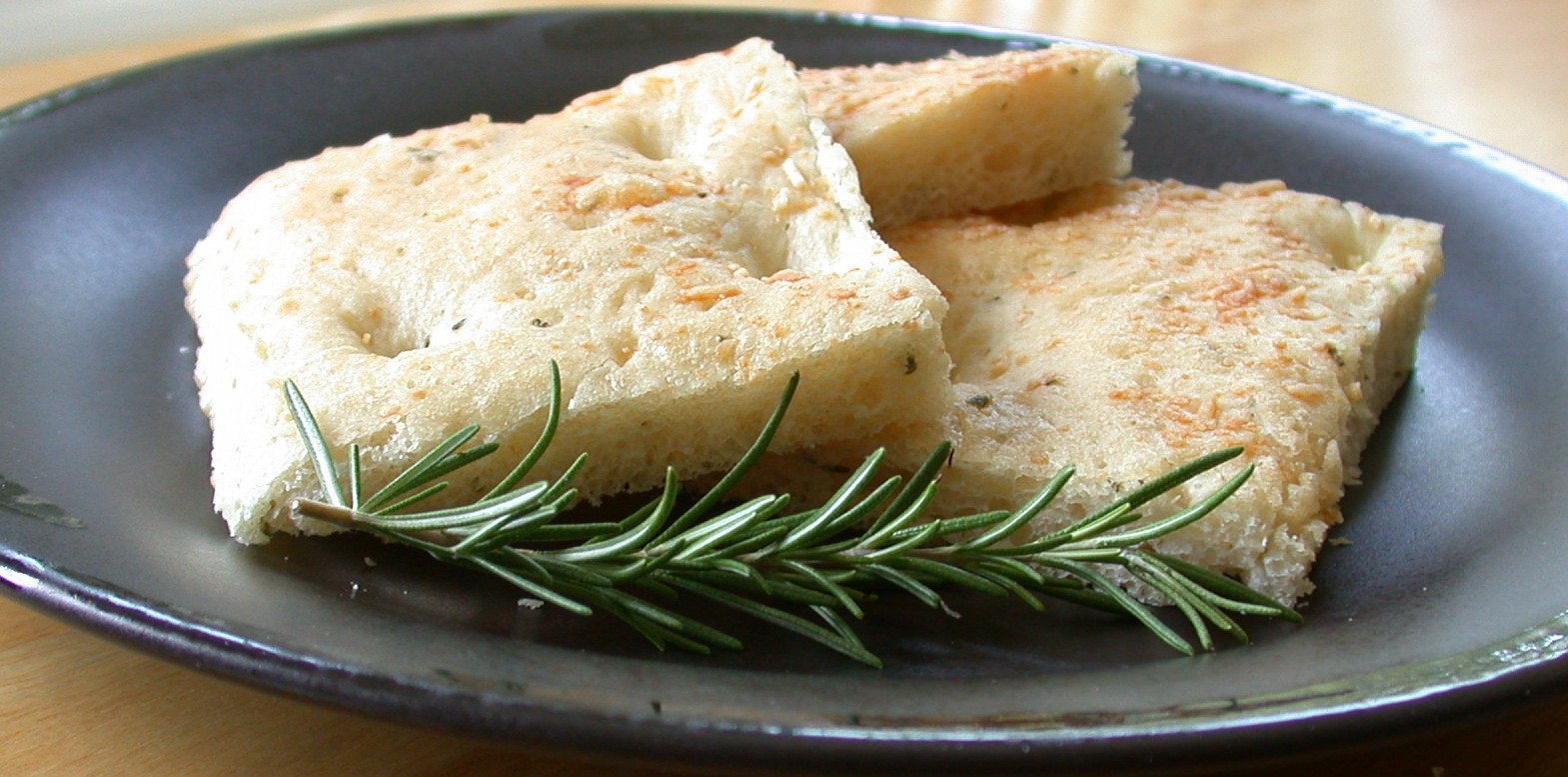
Focaccia tradicional

Focaccia é um pão de origem italiana (Gênova), achatado (com no máximo 2 cm de altura) e macio, em geral coberto com sal grosso, azeite e alecrim. Na Itália, é consumido tanto no desjejum, como aperitivo ou antepasto.

## Variantes da Focaccia
Na Itália, existem muitas variações de focaccia que diferem tanto nos diferentes processos de preparação quanto na diversidade de ingredientes e condimentos.
Os principais tipos de focaccia são a focaccia clássica, também conhecida como Focaccia alla Genovese, focaccia com cebolas (variante da focaccia genovesa), focaccia di Recco (com adição de queijo), focaccia doce (sempre uma variante da focaccia genovesa) ), focaccia com uvas, típica de Florença e Prato, focaccia di Susa, focaccia Novese, típica do baixo Piemonte, focaccia de Bari, típica da cidade homônima, focaccia Messina, típica de Messina, focaccia veneziana, da região de Veneto, crescia , das Marcas, cuddura, do sul da Itália, mas principalmente difundida na Sicília, pão achatado florentino, típico da cidade de Florença, strazzata, focaccia de Matera, Vastedda, da Sicília, e Piscialandrea, típica da região de Imperia, comum em Basilicata. Muitos tipos de focaccia estão incluídos entre os produtos alimentares italianos tradicionais de diferentes regiões.

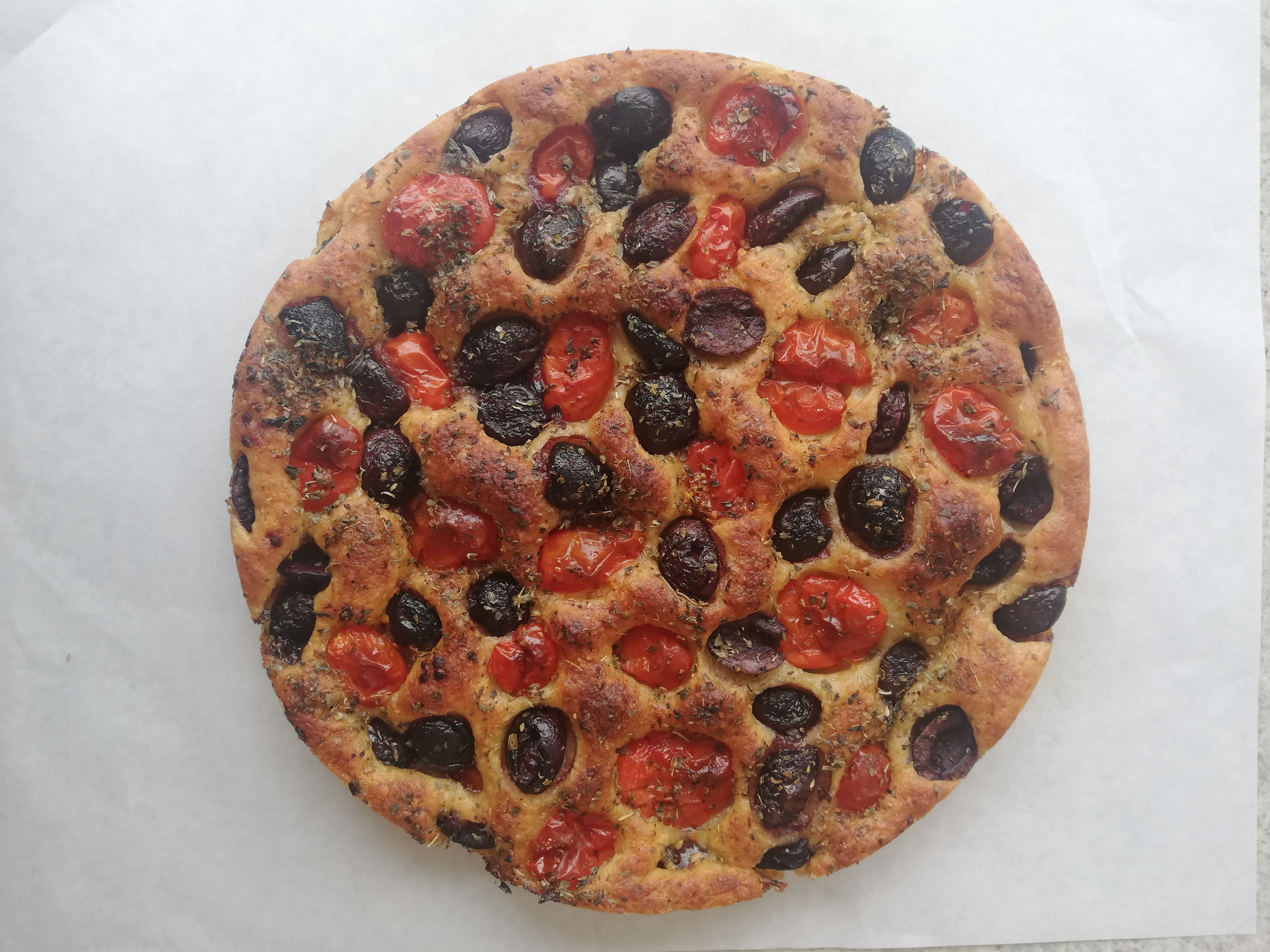

- Focaccia genovesa, feita de uma espécie de pão achatado temperado com azeite e sal
- Focaccia com cebolas alla Genovese é uma variante da focaccia comum da Ligúria
- Focaccia com queijo Recco, duas camadas de massa recheada com uma mistura de queijo stracchino e requeijão da Ligúria (prescinsêua)
- Sweet focaccia de Alessandria
- Focaccia com uvas, produzida e consumida em várias regiões italianas, durante o período de vindima
- Focaccia di Susa, uma doce focaccia do Piemonte
- Focaccia novese, muito semelhante à focaccia genovesa
- Focaccia de Bari, um produto típico da Apúlia temperado com tomates frescos e azeitonas
- Focaccia de Matera, coberta com molho de tomate, azeitonas e azeite, mas feita em muitas variações.
- Focaccia Messina, produto siciliano temperado com escarola, tomate picado, anchovas e queijo
- Focaccia veneziana, bolo típico de Páscoa
- Crescia, comum nas áreas da Úmbria e Marche
- Cuddura
- Toscana Schiacciata, mais crocante que a da Ligúria.
- Strazzata, uma variante típica de Lucan, tradicionalmente consumida para acompanhar vinhos.
- Vastedda, focaccia siciliana de temperos variados.
- Focaccia Veneta
- Schiacciata Toscana[1]

## Calorias e valores nutricionais da focaccia clássica
A focaccia clássica contém vários nutrientes: na sua maior parte, carboidratos, gorduras e proteínas.
Dentro dos alimentos também estão as vitaminas B1, B2, B3, B5 e B6.
Os principais minerais são ferro, magnésio, fósforo, potássio e sódio.
Obviamente, ele também contém lipídios, como gorduras saturadas, gorduras monoinsaturadas e gorduras poliinsaturadas.
A focaccia deve, entretanto, ser considerada um alimento de baixa caloria; de fato, em 100 gramas de focaccia a quantidade de quilocalorias é 249.